# Great Haywood
Great Haywood – wieś w Anglii, w hrabstwie Staffordshire. Leży 8 km na wschód od miasta Stafford i 193 km na północny zachód od Londynu.